# Plenotocepheus crinitus
Plenotocepheus crinitus är en kvalsterart som beskrevs av Grobler 1995. Plenotocepheus crinitus ingår i släktet Plenotocepheus och familjen Tetracondylidae. Inga underarter finns listade i Catalogue of Life.